# Die Abenteuer des Herkules 2. Teil
Die Abenteuer des Herkules 2. Teil (Originaltitel: Hercules II) ist die Fortsetzung des italienischen Films Herkules, der mit größtenteils derselben Stab- und Schauspielbesetzung in den USA produziert wurde. Wie sein Vorgänger fiel auch dieser Streifen bei der Kritik durch.

## Handlung
Die sieben Blitze des Zeus halfen bislang, auf Erden Frieden zu halten. Da einige eifersüchtige Gottheiten sie stahlen, um Chaos herbeizurufen, herrscht nicht nur Krieg und Zwietracht auf der Erde; auch Zeus ist machtlos und der Mond auf Kollisionskurs mit der Erde. Herkules wird von Zeus zur Erde geschickt, dem ein Ende zu bereiten; er muss sich allerdings mit König Minos, den die konkurrierenden Götter geschickt haben, mehr als einmal auseinandersetzen, während er die verschiedenen Blitze sucht, die von gefährlichen Kreaturen bewacht werden. Letztendlich erfüllt er seine Mission, bringt die Blitze zu Zeus und macht diesen wieder zum Herrscher der Welt.

## Hintergrund
Die deutsche Erstaufführung erfolgte am 23. Juni 1986 per Video. Am 18. Juni 1995 lief der Film erstmals im deutschen Fernsehen auf SAT 1.

## Kritik
„Oberflächliches Fantasy- und Action-Spektakel um mythologische Gestalten.“

„Trash! Wer Muckis mag, kommt auf seine Kosten. (Wertung: 1 Stern von möglichen 5, entspricht ‚richtig schlecht‘)“

„Nahezu olympischer Quatsch.“

## Bemerkungen
Die Produktion des Filmes ist nicht exakt zu klären; der Stab und die Schauspieler sind großen Teils italienisch; entsprechende Datenbanken führen ihn jedoch unter dem Titel Le avventure dell'incredibile Ercole nicht als italienische Produktion. Eine US-amerikanische Produktion liegt aufgrund der Produzenten nahe; der Streifen enthält Teile, Schnittabfälle und geschnittene Szenen aus Teil 1.
Am 13. Dezember 2019 wurde der Film bei Tele 5 im Rahmen der Reihe Die schlechtesten Filme aller Zeiten ausgestrahlt und von Oliver Kalkofe und Peter Rütten kommentiert und kritisiert.